# 애니콜 미니멀 풀터치
애니콜 미니멀 풀터치(Anycall Minimal Full-touch)는 삼성전자가 2010년 8월 11일에 출시한 휴대 전화이다. 대한민국에 출시된 풀터치 방식의 일반 휴대 전화로는 최초로 정전식 터치스크린을 채용하였다.